# Lijst van staatsbezoeken van Filip van België
Deze pagina geeft een overzicht van staatsbezoeken van Filip van België, zevende Koning der Belgen. Koning Filip bezoekt normaliter ieder jaar één Europees land en één land buiten Europa. In de jaren 2020 en 2021 vonden er vanwege de COVID-19-pandemie geen staatsbezoeken plaats.
Officiële bezoeken, zoals dat aan de Democratische Republiek Congo in juni 2022, worden hier niet opgelijst.

## Uitgaande staatsbezoeken
| Nr | Begindatum       | Einddatum        | Land        | Ontvangen door                     | Bezochte steden                                   |
| -- | ---------------- | ---------------- | ----------- | ---------------------------------- | ------------------------------------------------- |
| 1  | 20 juni 2015     | 28 juni 2015     | China       | President Xi Jinping               | Wuhan, Peking, Shanghai, Suzhou en Shenzhen       |
| 2  | 13 oktober 2015  | 15 oktober 2015  | Polen       | President Andrzej Duda             | Warschau                                          |
| 3  | 9 oktober 2016   | 15 oktober 2016  | Japan       | Keizer Akihito                     | Tokio, Nagoya en Osaka                            |
| 4  | 28 november 2016 | 30 november 2016 | Nederland   | Koning Willem-Alexander            | Amsterdam, Den Haag, Amstelveen en Eindhoven      |
| 5  | 28 maart 2017    | 30 maart 2017    | Denemarken  | Koningin Margrethe II              | Kopenhagen                                        |
| 6  | 5 november 2017  | 11 november 2017 | India       | President Ram Nath Kovind          | New Delhi en Mumbai                               |
| 7  | 11 maart 2018    | 17 maart 2018    | Canada      | Gouverneur-generaal Julie Payette  | Ottawa, Toronto en Montreal                       |
| 8  | 22 oktober 2018  | 24 oktober 2018  | Portugal    | President Marcelo Rebelo de Sousa  | Lissabon en Porto                                 |
| 9  | 24 maart 2019    | 28 maart 2019    | Zuid-Korea  | President Moon Jae-in              | Seoel en Incheon                                  |
| 10 | 15 oktober 2019  | 17 oktober 2019  | Luxemburg   | Groothertog Henri                  | Luxemburg, Esch-sur-Alzette, Diekirch en Schengen |
| 11 | 2 mei 2022       | 4 mei 2022       | Griekenland | President Katerina Sakellaropoulou | Athene, Lavreotiki, Laurion en Revithousa         |
| 12 | 24 oktober 2022  | 26 oktober 2022  | Litouwen    | President Gitanas Nausėda          | Vilnius, Pabradė en Kaunas                        |
| 13 | 22 maart 2023    | 27 maart 2023    | Zuid-Afrika | President Cyril Ramaphosa          | Pretoria, Johannesburg en Kaapstad                |
| 14 | 5 december 2023  | 7 december 2023  | Duitsland   | President Frank-Walter Steinmeier  | Berlijn en Dresden                                |
| 15 | 14 oktober 2024  | 16 oktober 2024  | Frankrijk   | President Emmanuel Macron          | Parijs, Chantilly en Rijsel                       |
| 16 | 1 april 2025     | 3 april 2025     | Vietnam     | President Lương Cường              | Hanoi, Hải Phòng en Ho Chi Minhstad               |
| 17 | 23 juni 2025     | 26 juni 2025     | Chili       | President Gabriel Boric            | Santiago, Antofagasta en Cerro Paranal            |

## Inkomende staatsbezoeken
| Nr | Begindatum        | Einddatum         | Land         | Gast                               | Bezochte steden                                   |
| -- | ----------------- | ----------------- | ------------ | ---------------------------------- | ------------------------------------------------- |
| 1  | 30 maart 2014     | 1 april 2014      | China        | President Xi Jinping               | Brussel en Brugelette                             |
| 2  | 4 oktober 2015    | 6 oktober 2015    | Turkije      | President Recep Tayyip Erdoğan     | Brussel en Oudergem                               |
| 3  | 8 maart 2016      | 10 maart 2016     | Duitsland    | President Joachim Gauck            | Brussel, Antwerpen, Mechelen, Luik en Eupen       |
| 4  | 18 mei 2016       | 20 mei 2016       | Jordanië     | Koning Abdoellah II                | Brussel, Louvain-la-Neuve, Florennes en Brugge    |
| 5  | 27 juni 2018      | 30 juni 2018      | Australië    | Gouverneur-generaal Peter Cosgrove | Brussel, Gembloers en De Haan                     |
| 6  | 19 november 2018  | 20 november 2018  | Frankrijk    | President Emmanuel Macron          | Brussel, Gent, Sint-Jans-Molenbeek en Itter       |
| 7  | 21 maart 2022     | 23 maart 2022     | Oostenrijk   | President Alexander Van der Bellen | Brussel, Brugge, Kortrijk en Louvain-la-Neuve     |
| 8  | 24 november 2022  | 25 november 2022  | Zwitserland  | President Ignazio Cassis           | Brussel, Luik en Leuven                           |
| 9  | 20 juni 2023      | 22 juni 2023      | Nederland    | Koning Willem-Alexander            | Brussel, Charleroi, Leuven en Antwerpen           |
| 10 | 16 oktober 2023   | 19 oktober 2023   | Portugal     | President Marcelo Rebelo de Sousa  | Brussel, Namen en Brugge                          |
| 11 | 16 april 2024     | 18 april 2024     | Luxemburg    | Groothertog Henri                  | Brussel, Gent en Luik                             |
| 12 | 26 september 2024 | 29 september 2024 | Vaticaanstad | Paus Franciscus                    | Brussel, Koekelberg, Leuven en Louvain-la-Neuve   |
| 13 | 3 december 2024   | 4 december 2024   | Oman         | Sultan Haitham bin Tariq Al Said   | Brussel, Antwerpen en Waterloo                    |
| 14 | 24 maart 2025     | 26 maart 2025     | Singapore    | President Tharman Shanmugaratnam   | Brussel, Antwerpen, Rixensart en Louvain-la-Neuve |